# وحيدات الخلية مستخدمة الكيتين التايوانينية
وحيدات الخلية مستخدمة الكيتين التايوانينية (الاسم العلمي: Chitinimonas taiwanensis) هي نوع من البكتيريا، سلبية الغرام، تتبع جنس وحيدات الخلية مستخدمة الكيتين.